# Thomas Jones (Politiker, 1554)
Sir Thomas Jones (* zwischen Februar und April 1554; † zwischen 7. März und 18. Mai 1604) war ein walisischer Politiker, der zweimal Abgeordneter im House of Commons war.

## Herkunft und Jugend
Thomas Jones entstammte der Familie Jones, die im 16. Jahrhundert zu den führenden Familien der Gentry in Südwestwales aufgestiegen war. Er war der älteste Sohn von Sir Henry Jones und dessen ersten Frau Elizabeth, einer Tochter von Matthew Herbert aus Cogan Pill. Er wurde in Shrewsbury erzogen und studierte 1568 am Gray’s Inn.

## Leben
Jones diente vermutlich ab 1584 in Irland, wo Sir John Perrot, ein Halbbruder seines Vaters, Lord Deputy war. In diesem Jahr wurde er zum Ritter geschlagen. Nach dem Tod seines Vaters, der einer der führenden Politiker in Südwestwales war, kehrte er 1586 nach Wales zurück und wurde zum Knight of the Shire für Carmarthenshire gewählt. Er erbte die Besitzungen seines Vaters, doch die Pacht der Herrschaft Llandovery in Carmarthenshire, die schon sein Großvater Thomas Jones gepachtet hatte, wurde von der Krone nicht verlängert. Die Herrschaft fiel an Lord Audley, dessen Vorfahren sie schon im 14. Jahrhundert besessen hatten, und 1592 wurde Jones von Audley vor dem Gericht des Schatzamtes wegen angeblicher Übergriffe und Vorenthaltung von Unterlagen angeklagt. 1596 versuchte Jones vom Schatzamt Schutz für das von ihm gepachtete Newcastle Emlyn zu erlangen, das von seinen Gegnern beansprucht wurde. Auch vor der Star Chamber und anderen Gerichten musste sich Jones mehrmals wegen Angriffe verantworten. Sir John Vaughan aus Golden Grove klagte ihn der Unterschlagung von Geldern an, nachdem er Verwalter von Llanthony war, und 1602 wurde Jones wegen gewaltsamen Eindringens in eine Getreidemühle in Carmarthenshire angeklagt.
Jones verlagerte den Mittelpunkt seiner Besitzungen von Pembrokeshire nach Carmarthenshire. 1591 verkaufte er Teile seiner Besitzungen in Pembrokeshire an John Perrot, im Gegenzug erwarb er von der früheren Talley Abbey Besitzungen in Carmarthenshire. Im House of Commons war Jones in verschiedenen Ausschüssen tätig. Nachdem er 1589 und 1593 nicht gewählt worden war, wurde er bei der Parlamentswahl 1597 erneut als Knight of the Shire für Carmarthenshire gewählt. Neben verschiedenen anderen Ämtern war er von 1588 bis 1595 sowie von 1602 bis 1603 Sheriff von Carmarthenshire und von 1601 bis 1602 Sheriff von Cardiganshire. Er wurde in der Pfarrkirche von Llansadorne begraben.

## Familie und Nachkommen
Er heiratete Jane, die Tochter und Erbin von Rowland Puleston aus Caernarvon. Mit ihr hatte er mindestens fünf Söhne und zwei Töchter, darunter:
- Sir Henry Jones
- Rowland Jones
- Richard Jones
- Herbert Jones
- Anne Jones

Sein Erbe wurde sein ältester Sohn Henry. Weder dieser noch ein anderer seiner Söhne erreichten die politische Bedeutung ihres Vaters oder Großvaters. Im 17. Jahrhundert nahmen die Familien Vaughan von Golden Grove und Mansel die Stellung der Familie Jones in Südwestwales ein.